# Джеймс Норткот
Джеймс Норткот (22 жовтня 1746 — 13 липня 1831) — англійський художник, член Королівської академії мистецтв.

## Біографія
Джеймс Норткот народився у Плімуті у родині годинникаря. Був підмайстром свого батька, а у вільний час малював. 1769 року він залишив батька і став художником-портретистом, а за чотири роки вирушив до Лондона, де був прийнятий учнем до студії і дому сера Джошуа Рейнольдса. У цей час він також відвідував класи у Королівській академії мистецтв.
У 1775 році Норткот залишив Рейнольдса, а за два роки, заробивши портретами у Девоні певну суму, вирушив на навчання до Італії. Через три роки він повернувся до Англії, відвідав рідні місця, і потім оселився в Лондоні, де його конкурентами стали Джон Оупі і Генрі Фюзелі. 1786 року Джеймс Норткот був обраний асоційованим, а наступного року — повноправним членом Королівської академії мистецтв. Картина «Молода принцеса вбита у Тауері» (1786) стала його першою важливою роботою на історичну тему, далі він створив «Поховання принцеси у Тауері». Обидві картини, разом з сімома іншими, призначалися для Шекспірівської галереї Джона Бойдела. Полотно «Смерть Вет Тайлер», котре нині перебуває у Гілдголі, Лондон, було представлене публіці у 1787 році. Невдовзі Норткот розпочав роботу над серією з десяти творів під назвою «The Modest Girl and the Wanton», яка була завершена і гравірована у 1796 році. Серед робіт Норткота наступних років — «Поховання», «Агонія в саду», а також численні портрети і декілька анімалістичних полотен, таких як «Леопарди», «Собака і чапля», «Лев»; вони стали більш вдалими, ніж спроби художника у вищих царинах. Загалом Норткот створив близько двох тисяч робіт і заробив статок у £40,000. 

## Літературна діяльність
Норткот також прагнув слави як літератор. Його перше есе призначалося для видання the Artist. 1813 року він написав «Життя Рейнольдса», де втілив спогади про свого колишнього учителя. Він також є автором «Байок», перший цикл яких побачив світ у 1828 році, а другий, ілюстрований гравюрами Вільяма Гарві за ескізами самого Норткота, був виданий у 1833 році. У написанні «Життя титана», його останнього твору, виданого у 1830 році, Норткоту допомагав Вільям Гацліт, який раніше, у 1826 році, представив публіці у New Monthly Magazine свої спогади про пікантні і цинічні розмови художника, створивши для нього і його друзів певні проблеми.